# Demografija Etiopije
Število prebivalcev Etiopije se po katastrofalnih sušah in lakoti (1968-74 ter 1984) zelo hitro povečuje, še posebej v mestih zaradi vse močnejšega priseljevanja s podeželja.
Vodilno državnotvorno in kulturno vlogo v etnično zelo raznoliki državi (okoli 70 jezikov) imajo semitski Amharci (30 %); živijo v osrednjem delu Etiopskega višavja, govorijo amharsko in uporabljajo posebno amharsko pisavo. Sorodni so jim Tigraji v severnem delu višavja (7 %) in Guragi južno od Adis Abebe (5 %). V vzhodnih in južnih delih živijo kušitska ljudstva, predvsem Oromi v južnem delu Etiopskega višavja (31 %, tudi Gali), Somalci v Ogadenu (4 %), Sidamoji na jugozahodu (3 %) in Afariji v Danakilski kotlini. V nižjih legah na zahodu živijo še nilotska in sudanska ljudska; rasno, jezikovno in kulturno se zelo razlikujejo od drugih prebivalcev Etiopije (mdr. Meeni, Nuerji in Gumuzi).
Po veroizpovedi so prebivalci etiopski kristjani (34 %), sunitski muslimani (30 %), pripadniki tradicionalnih verstev (12 %), katoličani in protestanti. Pomembno državnotvorno in kulturno vlogo ima etiopska pravoslavna cerkev, ki je bila do 1959 del koptske cerkve v Egiptu, nato pa se je povsem osamosvojila; pripadajo ji Amherci in Tigraji ter del Oromov. Islam je razširjen zlasti med kušitskimi ljudstvi na vzhodu in jugovzhodu.

## Poselitev
Okoli 70 % prebivalcev živi na višavju v pasu woina dega. Tam je gostota 30-60 prebivalcev/km², na najbolj ugodnih območjih pa 100-350 preb./km². Največja zgostitev je na območju Adis Abebe, tja je usmerjen močan tok priseljencev s podeželja (obsežna barakarska naselja). Med vojaško diktaturo so prebivalstvo z gosto naseljenega višavja nasilno preseljevali na redko poseljene, nižje dele na jugozahodu (v letih 1984-85 so preselili okoli 600.000 ljudi).